# 366

## Събития
- 1 октомври – папа Дамас I наследява папа Либерий и става 37-ият папа. Римляните, недоволни от този избор, избират антипапа Урсин.

## Починали
- 27 май – Римският узурпатор Прокопий (екзекутиран);
- 24 септември – папа Либерий.